# Вайс, Майкл (журналист)
Майкл Дуглас Вайс (англ. Michael Douglas Weiss; род. 31 мая 1980, Нью-Йорк, США) — американский журналист и писатель. Редактор журнала New Lines, старший корреспондент Yahoo News, директор отдела специальных расследований фонда Free Russia и соавтор книги «Исламское государство. Армия террора».

## Образование
Вайс родился в еврейской семье и получил образование в средней школе Таунсенд-Харрис, общественной средней школе во Флашинге в Куинсе (Нью-Йорк), которую окончил в 1998 году, а затем в Дартмутском колледже в 2002 году с дипломом бакалавра истории.

## Жизнь и карьера
В 2010 году Вайс раскритиковал премьер-министра Великобритании Дэвида Кэмерона, когда тот во время выступления в Анкаре назвал Газу «лагерем для военнопленных». Вайс писал, что премьер-министр Турции Реджеп Тайип Эрдоган «это человек, которому Дэвид Кэмерон старался угодить… Жестокая оккупация Кипра, подчинение курдского меньшинства во всём, от политики до языка, и продолжающееся отрицание геноцида армян, очевидно, являются для нового британского премьер-министра инициативами, совместимыми с Маастрихтским договором».
В 2012 году Вайс был сопредседателем Центра изучения России трансатлантического аналитического центра по внешней политике Общества Генри Джексона (HJS).
В ноябре 2014 года Вайс опубликовал в своём онлайн-журнале The Interpreter специальный отчёт, в котором обвинил Россию в проведении кампаний «пропаганды и дезинформации». Отчёт Вайса содержал рекомендации о том, как противостоять российской пропаганде, включая создание «международно признанной системы рейтинга дезинформации». Рекомендации подверглись критике в статье The Nation, написанной исполнительным директором лоббистской организации «Американский комитет за согласие между Востоком и Западом» Джеймсом Карденом, который назвал их «кампанией цензуры».
В марте 2015 года в статье, написанной в соавторстве с Майклом Преджентом, Вайс обвинил поддерживаемое Ираном иракское шиитское ополчение в совершении широкомасштабных зверств против суннитских мирных жителей в ходе войны с ИГИЛ, включая «сожжение людей заживо в их домах, игру в футбол отрубленными головами, проведение этнических чисток и стирание с лица земли целых деревень». Вайс и Преджент предположили, что «шиитские ополчения Ирана не намного лучше Исламского государства».
В 2015 году он совместно с Хасаном Хасаном написал книгу «Исламское государство. Армия террора».
В 2016 году Вайс назвал Россию террористическим государством и сказал, что «российская коррупция считается одним из главных экспортных товаров страны».
В апреле 2017 года Вайс присоединился к CNN.
В настоящее время Вайс работает главным редактором онлайн-журнала The Interpreter, который переводит и анализирует российские новости, и пишущим редактором The Daily Beast.

## Личная жизнь
Женат на Эми Тирджунг.

## Награды
- Орден Креста земли Марии 3 класса (5 февраля 2025 года, Эстония)[25].

## Публикации
- Вайс, Майкл; Хасан Хасан. Исламское государство. Армия террора = ISIS. Inside the Army of Terror / под ред. Н. Нарциссовой; пер. с англ. Н. Нарциссовой, Ю. Вейсберга. — М.: Альпина нон-фикшн, 2016. — 346 с. — ISBN 978-5-91671-504-0.